# エロティック・キャピタル
エロティック・キャピタル（英: erotic capital）、セクシャル・キャピタル（英: sexual capital）、または性資本（せいしほん）は、個人や集団の持つ資産であると見なされた性的魅力。性的魅力（主に若い女性の持つモノ）は経済的価値を持っており、経済的価値があるキャピタル（資産）=運用可能である。つまり、ある個人がエロティック・キャピタルを上手に運用できれば、その人は社会的名声や富を得ることができる。若い女性ほど性資本があり、それを女性自身が無料で提供せずにマネタイズに使う行為には経済合理性があると指摘されている。このように他の形態の資産と同様にエロティック・キャピタルは変換可能であり、社会的資産（ソーシャル・キャピタル）や経済的資産（エコノミックキャピタル）といった他の形態の資産獲得に有用である。エロス資本とも言われる。

## 起源
エロティック・キャピタルは、2000年代初頭にイギリスの女性社会学者キャサリン・ハキムが初めて使用し、創造した用語である。ハキムが、ピエール・ブルデューによる経済資本、文化資本、社会資本の概念を基に分離させて定義したのがエロティック・キャピタル（性的資本、性資本）である。ハキムによれば、エロティック・キャピタルは社会階層から独立しており、「エロティック・キャピタル」を活用するとお金を稼いだり、知名度を上げられるので「社会階層間の移動(上昇)」を可能にする。エロティック・キャピタルを活用すると「社会階層を上昇させられること」を社会の不安定化要因となると見なす、既成の権力構造はエロティック・キャピタルを無力化して抑圧しようとすると主張した。カナダの男性学者によると、エロティック・キャピタル（性的資本、性資本）よりも、セクシャルマーケットバリュー（性的市場価値）やその短縮形のSMVが、英語圏男性主義的なウェブサイト、コミュニティではよく使用されるとされる。

## 定義

### 経済
経済に関連した定義の一つは、ゲーリー・ベッカーによるヒューマン・キャピタル理論を基にしており、投資への見返りが期待できる場合には、性的魅力の主張に合理的な投資をする。これは、健康資本の形態として定義されており、これ自体がヒューマン・キャピタルの一つの形態である。別の定義付けは、資産ポートフォリオ理論を基にしており、グリーンはエロティック・キャピタルが個人の資産ポートフォリオ全体の一部であると主張する。個人は、ポートフォリオ理論の範囲内において、そのエロティック・キャピタルを他の形態の資産へと変換することができる。経済学の観点からは、多くのエロティック・キャピタルを保有することは、人生の多くの面において個人に有用な効用をもたらし、有利になるとされる。例えば、他の要素を除外した多くの研究において肉体的魅力が高いことは高収入と関連があることが示されている。

### 社会
社会学的な定義は、ブルデューの社会学思想に基づいている。その定義は、ブルデューの資本論の概念を基礎としている。グリーンによるエロティック・キャピタルの定義は、個人又は集団が保有する性的反応を誘発させるようなものであり、これには肉体的な外観を含み、社会文化の様式に影響を与える。これらの要素には、人種や身長のような変更不可能なものもあれば、フィットネストレーニングや、整形手術や化粧等により人為的に獲得できそうなものもある。エロティック・キャピタルに、普遍的な形態は存在しない。その一方で、性的分野間で高度に区分化された社会的集団である性的指向性に対し、通貨資産は可変性が高い。重要なのは、エロティック・キャピタルを個人の資産の形態ではなく、その分野における財産であると認識するのが最適であるということだ。
ハキムが発展させた第2の定義は、エロティック・キャピタルを第4の個人の資産と扱うことである。この定義は、性的魅力を焦点とした見方を超えて肉体及び社会的魅力を多面的に組み合わせたものである。グリーンによるエロティック・キャピタルの概念と異なり、ハキムのエロティック・キャピタルは個人資産であり、性的分野との関連は絶対的なものではない。
美しさ、肉体的魅力、見た目がよいことと定義されたエロティック・キャピタル概念を支持する追加の証拠は、ダニエル・S・ハマーメッシュが『美貌格差 : 生まれつき不平等の経済学』において示した。この本では、高等教育での教鞭、政治、営業、マーケティング、そしてあらゆる社会的交流を含むあらゆる状況での魅力的であることによる経済的利益についての研究結果が検証された。ハマーメッシュは、これらの利益は不公平な差別によるものだとして、フェミニストの法律家が魅力的な人に生じる利益と、魅力的ではなく、特に肥満の人が被る不利益について批評したデボラ・ロードの著書『Beauty Bias』での立場を踏襲した。

## 重要性
ハキムは、エロティック・キャピタルが個人的な人間関係や性的な領域を超えて影響を及ぼすと主張した。ハキムの研究によると、メディア、政治、広告、スポーツ、芸術及び日常の社会的交流、の分野においてエロティック・キャピタルが重要であり、6つの要素から構成されることが示唆された。
1. 美貌
2. 性的魅力
3. 社会的魅力
4. 活力、エネルギッシュ
5. プレゼンテーション
6. セクシャリティ

ハキムのエロティック・キャピタル理論では、エロティック・キャピタルは経済資本、文化・人的資本、社会資本と並んで重要な第4の個人資産であり、エロティック・キャピタルは、豊かな現代社会において重要度が高まっていて、一般的に女性が男性よりも多くエロティック・キャピタルを保有していることから、エロティック・キャピタルは社会的に有益で、女性を利する特典であると主張する。これによるエロティック・キャピタルの定義は、性的な特徴が望ましいとみなされる特定の性的な分野と明確な関連を持たないことから、エロティック・キャピタル/セクシャル・キャピタルを携帯性ポートフォリオ資産のような個人が保有するものとみることを拒絶する社会学者から反論されてきた。
セクシャル・キャピタルが低い人は、自分より大きなエロティック・キャピタルを保有するパートナーとコンドーム使用について話すことや交渉することにおいて能力の低さを示すことや、魅力的でないと感じる結果として否定的な心理状態となることから、セクシャル・キャピタルは、性的及び心理的健康に関連する可能性がある。
より広義の用語として、セクシャル・キャピタルは、より大きな社会で個別の構成員の地位に影響する社会資本、象徴資本、文化資本を含めた他の種類の資産の中においても社会理論として重要である。俳優が金融資産や社会資本のためにセクシャル・キャピタルを活用したり（例：マリリン・モンロー）、魅力的な従業員が見た目の美しさによってより多くの顧客を獲得して社会的つながりを獲得する、昇給する、といったように、セクシャル・キャピタルは、他の形態の資産に変換可能である。

## 文化およびその関連要素

### 人種
いくつかの研究では、セクシャル・キャピタルが、人種や人種的ステレオタイプにおける性的魅力と密接に関連することが示されている。研究には、エロティック・キャピタルと人種の間のより複雑な関連を示すものもある。例えば、黒人男性の中には、異性愛者の白人女性の欲望を刺激することで高い性的地位を得る者もいる。スーザン・コーシーは、アジア系女性は、メディアや芸術における性的関係を通じて、西側社会で男性から魅力的であると評価されることでセクシャル・キャピタルを得ていると主張する。ジェイムズ・ファーラーは、中国在住の白人男性は、現代性、性的開放性、移動性のある白人であることの関連からセクシャル・キャピタルを向上させていると主張する。

### 文化
理想化された特徴は、文化間での差異が大きいが、ほぼ普遍的な美の基準も少数ながら存在する。例えば、肉体的に望ましい特性は、ほぼ普遍的である。しかし、多くの身体的特徴は、身長及び体重のように、個々の文化により理想が異なる。文化的な望ましい身体的特徴を保有しないことはセクシャル・キャピタルの喪失につながりかねず、おそらく個々人の全体的な資産ポートフォリオが減少する。この現象は、美の基準が異なる地域へ移動した場合は、個々人のセクシャル・キャピタルに大きな変動がある可能性があり、特に顕著である。

### 宗教
セクシャル・キャピタルは、世俗と宗教の両方の場面で存在することができる。ウィリー（Willey）は、キリスト教福音派の若者グループで、セクシャル/エロティック・キャピタルが伴侶の選択において依然として役割を果たしていることを示した。若年成人では、教会グループで恋愛上の関心が生じることがしばしばあり、望ましい特徴を保有していたり、望ましいキャピタルポートフォリオを保有する個人を伴侶として選択することがよくある。福音派内の若者グループ内での研究では、セクシャル・キャピタルは、処女性として示され、性的関係を持ったことがない場合にグループからより恋愛において望ましいと考えられている。また、思春期の若者が性的デビューの時期に宗教への関わりが減少するかもしれないことが指摘されている。ケープタウンのキリスト教ペンテコステ派の思春期の若者では、青年期の初期に教会への参加が減少し、長期のパートナーを見つけた後に以前のように参加する者もいることが示された。これらの研究は、社会の性的活動の基準に宗教がなんらかの影響を与えていることを示唆する。
キリスト教以外の宗教集団におけるセクシャル/エロティック・キャピタルについての研究は限定的であるが、宗教が人のセクシャリティーを形成した過程については多くの報告がある。

### 社会階層とジェンダー
学者達は、セクシャル・キャピタルが社会階層と密接に結びついていることを示唆する。グロス・グリーンは、セクシャル・キャピタルとその他の形態的肉体的パワーが、モザンビークの公民権を剥奪された若者の間で経済資産と職への機会が減少した際に重要資源になると主張する。更にグリーンは、セクシャル・キャピタルの登場は、ジェンダー間の関係と関連していると主張しており、例えば、女性パートナーを満足させるために貧しい若者男性が身なりを整え、性的なパフォーマンスを向上させることでセクシャル・キャピタルを構築しているとする。これにより貧しい若者は、中間層の若者や年上のシュガーダディとの競争に参画する。このようにセクシャル・キャピタルは、男性が力を奪われた局面での男らしさを強化するが、しばしば、覇権的男らしさと従属的男らしさの間での軋轢といった反応を生じさせる。

### セクシャリティ
リッグスは、SNSのGrindrでのゲイ男性の行動において、白人ユーザーは自己紹介欄で白人と表示しないユーザーよりも注目されることを示すいくつかの研究を引用している。別の研究では、平均よりも高い身長、逞しい肉体、伝統的な男らしい性格で、白人であると自己定義する男性は、これらの特徴を欠くユーザーよりも他のメンバーから多くの注目を得ることを示している。研究者は、性的に望ましいとされる自己紹介欄を評価されたユーザーを探すため、Grindrで多くの注目を得ていることを他のユーザーからのクリックやメッセージにより計測した。この計測は、セクシャル・キャピタルが高いことを示し得る。
レズビアンコミュニティ内では、ジェンダーノンコンフォーミングが個々人のセクシャル・キャピタルを増大させると考えられている。しかし、この背景には、ジェンダーノンコンフォーミングと女性同性愛についての社会の見方の産物であることがしばしばある。多くの男っぽいレズビアンは、ジェンダーのステレオタイプを活発に打倒し、レズビアンコミュニティ内でしばしば賞賛される特徴があることから、レズビアンコミュニティ内で高いセクシャル・キャピタルを保有する可能性がある。反対に、女性的レズビアンは、クィア内ではセクシャル・キャピタルを欠く可能性がある。しかし、女性らしさを示すクィア女性は、レズビアンコミュニティ外、特に異性愛の男性からのセクシャル・キャピタルがある可能性がある。

## キャピタルポートフォリオ・男女差
性的分野における望ましさは、性的魅力のみに限定されないこともあることから、グリーンは、個人や集団を他者よりもより望ましくさせる特定の資産の組み合わせを獲得するキャピタルポートフォリオの概念を提示した。キャピタルポートフォリオは、典型的には、セクシャル・キャピタル（性的資本）に経済資本（エコノミック・キャピタル）、文化資本（カルチュラル・キャピタル）、社会資本（ソーシャル・キャピタル）が組み込まれている。
例えば、平均的に女子は、男性の「財政資源」（例：経済資産、経済力）をセクシャル・キャピタルよりも重要視する傾向にある一方で、男性は女性パートナーに対して経済資産よりもセクシャル・キャピタル（性的魅力、年齢の若さ）を重要視する傾向にある。このことから、異性愛の女性と男性は、異なるジェンダー的バランスのキャピタルを含んだ特徴的なキャピタルポートフォリオを追求するといえる。

## 批評
ハキムのセクシャル・キャピタルとその関連理論が世間に認知されるにつれ、評価以外にも批判的立場を表明する研究者達も現れた。ただし、起こされた議論は、ハキムは普遍的な理論として指摘した内容であるのも関わらず、主にハキムの理論が女性が男性よりも不釣り合いにされていることに影響したかに集中した。彼女に批判的な者は、女性のセクシャリティは、男性のセクシャリティと比較して、文化・社会・経済の状況の違いで大きく異なると主張した。人種、社会、経済、性的、ジェンダーにおいての少数派は、その社会において魅力的とされることからの追加的な圧力に直面する可能性があると主張された。更に、ハキムのセクシャルキャピタル理論では、個々人は自己の性的資本（のレベルを変更できる）としているが、これらの考察からそれには限界があると変更された。
ハキムはセクシャルキャピタルを個々人が変換、変更できるとしているが、これは平均的な人にとっては特定の政治社会、社会政治上の状況においてのみ可能であると主張された。個々人は、セックス、セクシャリティについての社会の意見や、社会基準に拘束されるとし、ネオリベラリズム/ネオリベラルな世俗社会のようないくつかのケースでは、個々人がセクシャリティやエロティシズムをどのように表現するかについてより広範な選択の自由を持っていると主張された。ベイ・チェンは、ネオリベラル社会では、個々人の行動の動機は、その行動自体とあわせて、それぞれのセクシャルキャピタルを評価するために利用されると主張する。